# Skupina armád D

Vlajka Skupiny armád D

Skupina armád D (Heeresgruppe D) byla německá skupina armád za druhé světové války, která byla vytvořena dne 26. října 1940 ve Francii a jejím prvním velitelem se stal polní maršál Erwin von Witzleben. Její původní jádro pocházelo z rozpuštěné Skupiny armád C.
Dne 15. dubna roku 1941 byl stav Skupiny armád D vylepšen. Od tohoto data byl velitel Skupiny armád D shledáván jako vrchní velitel Západu (Oberbefehlshaber West nebo také OB West - nejvyšší velitel pro západní válečné pole). Jako následek tohoto je občas Skupina armád D chybně uváděna jako Skupina armád Západ.

## Velitelé
- generál polní maršál Erwin von Witzleben (26. říjen, 1940 - 4. únor, 1942)
- generálplukovník Johannes Blaskowitz (4. únor, 1942 - 15. březen, 1942) - zastupující
- generál polní maršál Gerd von Rundstedt (15. březen, 1942 - 2. červenec, 1944)
- generál polní maršál Günther von Kluge (2. červenec, 1944 - 16. srpen, 1944)
- generál polní maršál Walter Model (17. srpen, 1944 - 4. září, 1944)
- generál polní maršál Gerd von Rundstedt (4. září, 1944 - 9. březen, 1945)
- generál polní maršál Albert Kesselring (9. březen, 1945 - 8. květen, 1945)

## Bojová sestava

### Květen 1941
- 7. armáda
- 1. armáda
- 15. armáda
- velitel všech německých vojsk okupující Nizozemí

### Květen 1944
- Skupina armád G
- Skupina armád B
- Tanková skupina Západ
- 1. výsadková armáda

### Prosinec 1944
- Skupina armád G
- Skupina armád B
- Skupina armád H
- 6. tanková armáda SS